# Тільки я візьму новий рівень
«Тільки я візьму новий рівень» (кор. 나 혼자만 레벨업, англ. Solo Leveling, також англ. I Alone Level Up, досл. «І лише я підіймаю рівень») — південнокорейський веброман, написаний Чхугонгом. Він почав виходити на цифровій платформі коміксів та фантастики «KakaoPage» з 25 липня 2016 року, а 4 листопада 2016 року був опублікований D&C Webtoon Biz під їхньою маркою. Комікс-адаптація роману виходить українською мовою завдяки видавництву Northern Lights, під назвою «Тільки я візьму новий рівень».
Був виданий у KakaoPage 4 березня 2018 року, який проілюстрований Чан Сон Рак (він же Dubu), який є генеральним директором Redice Studio. Перший сезон завершився 19 березня 2020 року. Другий сезон відновив випуск з 1 серпня 2020 року. Окремі глави зібрані та опубліковані D&C Media у трьох томах станом на липень 2020 року. «Тільки я візьму новий рівень» був перекладений багатьма мовами шляхом фан-перекладу.
Аніме-серіал виробництва A-1 Pictures виходила в ефір з січня по березень 2024 року. Прем'єра другого сезону під назвою Arise from the Shadow відбулася в січні 2025 року.
На стадії розробки знаходиться адаптація у вигляді корейської драми. Прем'єра спін-офф вебтуну під назвою Solo Leveling: Ragnarok відбулася у серпні 2024 року.

## Сюжет
Одного дня у світі відкрився портал, що веде у паралельні виміри. Це пробудило монстрів підземелля, які могли б захопити нашу планету. Однак, водночас з цим, у деяких людей з'явилися надзвичайні здібності, що зробили їх здатними до опору проти небезпечних створінь. Таких людей називають «мисливцями». Сила монстрів та мисливців класифікується за рангами.
Сонг Джіну — головний персонаж, мисливець найнижчого рангу, якого інші вважають найслабшим. Його прізвисько – «найслабша зброя людства». Однак після трагічного випадку в одному з підземель він отримує унікальну здатність «Система», що дозволяє йому піднімати рівень сили, виконуючи завдання та знищуючи монстрів. Завдяки цьому він поступово стає наймогутнішим мисливцем і зрештою набуває титулу Тіньового Монарха.

## Медіа

### Веброман
Тільки я візьму новий рівень — веброман, написаний Чхугонгом. Він виходив на цифровій платформі коміксів та фантастики KakaoPage з 25 липня 2016 року.
4 листопада 2016 року веброман опубліковано D&C Webtoon Biz, під їх маркою «Папірус».
З 2016 року роман зібрав 2,4 мільйона читачів у KakaoPage.

#### Список томів
| №               | Дата виходу (Корейською) | ISBN (Корейською)      |
| --------------- | ------------------------ | ---------------------- |
| 01              | 4 листопада 2016         | ISBN 979-11-7033-666-2 |
| 02              | 4 листопада 2016         | ISBN 979-11-7033-667-9 |
| 03              | 21 грудня 2016           | ISBN 979-11-7033-755-3 |
| 04              | 25 січня 2017            | ISBN 979-11-7033-858-1 |
| 05              | 23 лютого 2017           | ISBN 979-11-7033-911-3 |
| 06              | 30 березня 2017          | ISBN 979-11-7033-976-2 |
| 07              | 4 квітня 2017            | ISBN 979-11-6140-318-2 |
| 08              | 24 травня 2017           | ISBN 979-11-6140-412-7 |
| 09              | 22 червня 2017           | ISBN 979-11-6140-467-7 |
| 10              | 20 липня 2017            | ISBN 979-11-6140-549-0 |
| 11              | 24 серпня 2017           | ISBN 979-11-6140-626-8 |
| 12              | 21 вересня 2017          | ISBN 979-11-6140-693-0 |
| 13              | 27 жовтня 2017           | ISBN 979-11-6140-827-9 |
| Побічна історія | 18 квітня 2018           | ISBN 979-11-6268-337-8 |

### Вебтун
Веброман був адаптований у вебтун, запущений у KakaoPage 4 березня 2018 року. Він завершив свій перший сезон 19 березня 2020 року, а перший том вийшов D&C Media 26 вересня 2019 року.
У 2020 році вийшов перший і другий том українською, англійською, французькою, німецькою и інших мовах. Northern Lights.

#### Список томів
| №  | Корейською        | Корейською             | Українською | Українською            |
| №  | Дата виходу       | ISBN                   | Дата виходу | ISBN                   |
| -- | ----------------- | ---------------------- | ----------- | ---------------------- |
| 01 | 26 вересня 2019   | ISBN 979-11-89320-29-4 | 2020        | ISBN 978-617-95007-0-1 |
| 02 | 30 січня 2020     | ISBN 979-11-89320-36-2 | 2020        | ISBN 978-966-97899-9-0 |
| 03 | 27 серпня 2020    | ISBN 979-11-89320-69-0 | Липень 2021 | ISBN 978-61-77984-04-6 |
| 04 | 29 квітня 2021    | ISBN 979-11-91363-73-9 | Лютий 2022  | ISBN 978-617-7984-19-0 |
| 05 | 7 жовтня 2021     | ISBN 979-11-67770-02-8 | Лютий 2022  | ISBN 978-617-7984-20-6 |
| 06 | 25 липня 2022     | ISBN 979-1-16-777037-0 | 2023        | ISBN 978-617-7984-52-7 |
| 07 | 22 лютого 2023    | ISBN 979-1-16-777070-7 | 2024        | ISBN 978-617-7984-48-0 |
| 08 | 25 травня 2023    | ISBN 979-1-16-777089-9 | 2025        | ISBN 978-617-7984-66-4 |
| 09 | 30 серпня 2023    | ISBN 979-1-16-777113-1 | —           | —                      |
| 10 | 18 квітня 2024    | ISBN 979-1-19-354981-0 | —           | —                      |
| 11 | 4 червня 2024     | ISBN 979-1-19-382120-6 | —           | —                      |
| 12 | 29 серпня 2024    | ISBN 979-1-19-382139-8 | —           | —                      |
| 13 | 28 листопада 2024 | ISBN 979-1-19-382173-2 | —           | —                      |

### Аніме
На виставці Anime Expo 2022 було анонсовано аніме-адаптацію. Його спродюсує компанія A-1 Pictures, а режисером виступив Сюнсуке Накасіґе, сценарії писав Нобору Кімура, дизайн персонажів — Томоко Судо, а музику написав Савано Хіроюкі. Спочатку вихід був запланований на 2023 рік, але згодом його перенесли, і зрештою аніме вийшло в ефір з 7 січня по 31 березня 2024 року на Tokyo MX та інших каналах. Crunchyroll транслює серіал у Північній Америці, Центральній Америці, Південній Америці, Європі, Африці, Океанії, Близькому Сході, СНД, та Індії.
Опенінгом першого сезону стала пісня «Level» у виконанні SawanoHiroyuki[nZk] і Tomorrow X Together, а ендінгом — «Request» у виконанні Krage. Crunchyroll ліцензували серіал за межами Китаю, Японії та Південної Кореї. Medialink ліцензували серіал у Південно-Східній Азії та Океанії (крім Австралії та Нової Зеландії).
Після фінальної серії першого сезону було оголошено про вихід другого сезону під назвою Arise from the Shadow. Прем'єра відбулася 5 січня 2025 року. Фільм-компіляція першого сезону під назвою Solo Leveling: ReAwakening, був показаний разом з першими двома епізодами другого сезону в Японії з 29 листопада по 12 грудня 2024 року. 
У другому сезоні опенінгом є пісня «Reawaker» у виконанні Lisa і Феліксом із Stray Kids, а ендінгом є «Un-Apex» у виконанні TK з Ling Tosite Sigure.

## Продовження

### Solo Leveling: Ragnarok
У квітні 2023 року Kakao анонсував продовження під назвою Solo Leveling: Ragnarok. Веб-роман почав виходити на KakaoPage 10 квітня 2023 року.
Події розгортаються після подій Solo Leveling; побічна історія виконує роль прелюдії. Сон Сухо, син Сон Джіну та Ча Хеін, успадкував силу свого батька як Тіньового Монарха. Однак у дитинстві його сили та спогади були заблоковані, щоб він міг жити звичайним життям. Але коли на третьому курсі університету навколо Землі знову почали відкриватися Врата, Сухо був обраний Системою як Гравець. Тому Сухо повинен стати Мисливцем, щоб протистояти новій загрозі, пов'язаній зі зникненням його батьків.
Веб-роман написаний Даулом, який замінив Чхугона, автора оригінального веб-роману Solo Leveling. Чхугон розповів, що вирішив підтримати Даула, сказавши, що він все ще відчуває ті ж емоції, які відчував, коли вперше почав серіалізацію оригінального веб-роману. Перші 105 глав були випущені на KakaoPage 10 квітня 2023 року.
Прем'єра вебтуну відбулася 1 серпня 2024 року, його розробкою займається студія Redice. Дандо — головний сценарист, а Джін — головний художник.